# Amtsgericht Münchberg

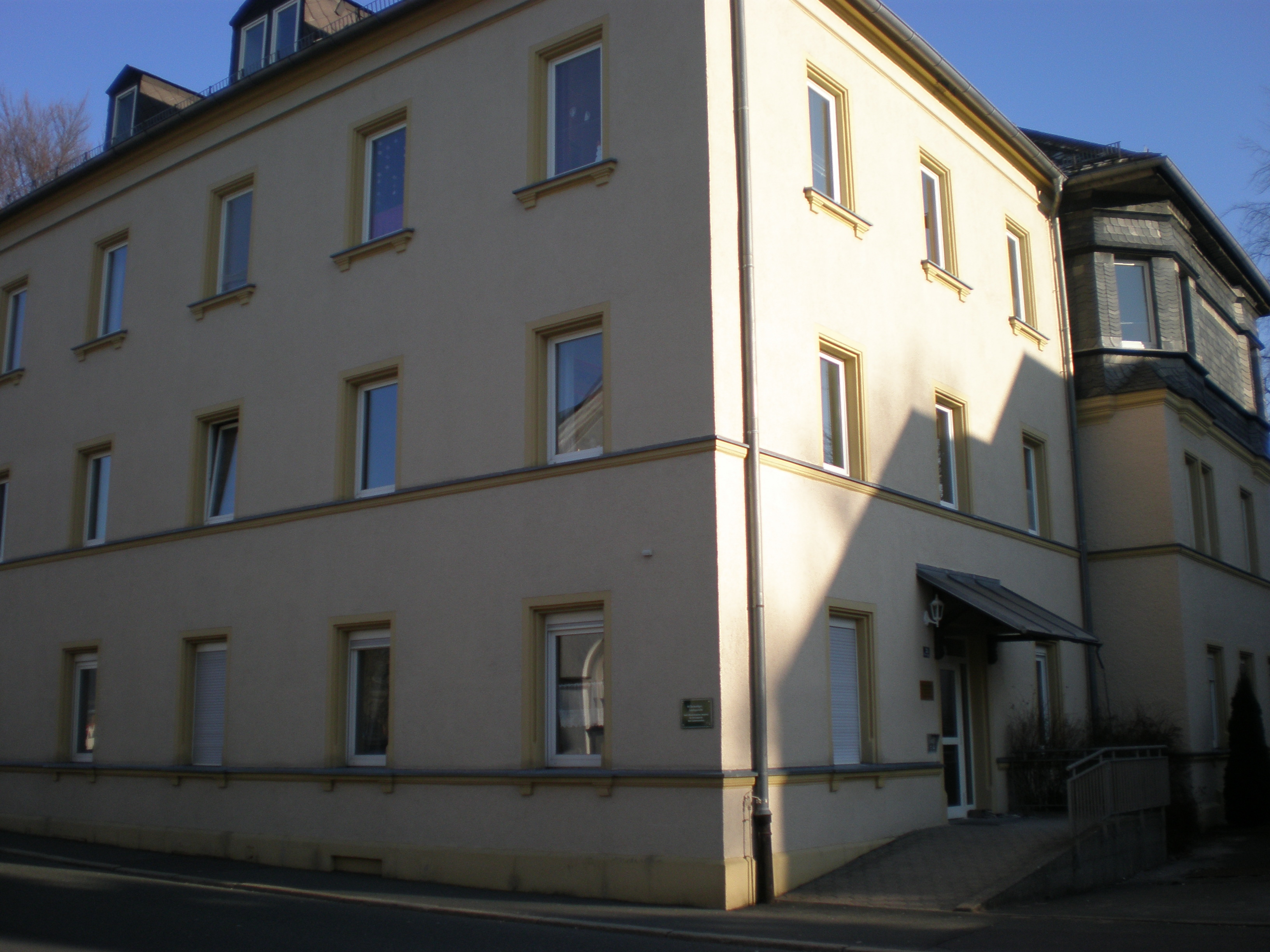
Ehem. Amtsgericht Münchberg (2008)

Das Amtsgericht Münchberg war ein von 1879 bis 1973 bestehendes bayerisches Gericht der ordentlichen Gerichtsbarkeit mit Sitz in der Stadt Münchberg.

## Geschichte
Im Jahre 1812 wurde im Verlauf der Verwaltungsneugliederung Bayerns das Landgericht (älterer Ordnung) Münchberg errichtet.
Anlässlich der Einführung des Gerichtsverfassungsgesetzes am 1. Oktober 1879 kam es zur Bildung eines Amtsgerichts zu Münchberg, dessen Bezirk der gleiche wie derjenige des Landgerichts Münchberg war und folglich die Gemeinden Ahornberg, Bug, Fleisnitz, Förstenreuth, Friedmannsdorf, Grossenau, Gundlitz, Hallerstein, Helmbrechts, Kleinlosnitz, Kleinschwarzenbach, Markersreuth, Mechlenreuth, Meierhof, Münchberg, Oberweißenbach, Poppenreuth, Sauerhof, Seulbitz, Sparneck, Stammbach, Straas, Weißdorf, Wüstenselbitz und Zell umfasste. Die übergeordneten Instanzen waren das Landgericht Hof und das Oberlandesgericht Bamberg.
Am 1. Januar 1970 wurden von der aufgehobenen Zweigstelle Bad Berneck im Fichtelgebirge des Amtsgerichts Bayreuth die Gemeinden Falls, Gefrees, Kornbach, Lützenreuth, Metzlersreuth, Streitau, Walpenreuth, Witzleshofen und Zettlitz eingegliedert.
Mit Inkrafttreten des Gesetzes über die Organisation der ordentlichen Gerichte im Freistaat Bayern (GerOrgG) am 1. Juli 1973 wurde das Amtsgericht Münchberg aufgehoben und aus seinem Bezirk die zum seitherigen Landkreis Bayreuth gehörenden Orte Falls, Gefrees, Kornbach, Metzlersreuth, Streitau und Witzleshofen dem Amtsgericht Bayreuth sowie die übrigen nun zum Landkreis Hof zählenden Ortschaften dem Amtsgericht Hof zugeteilt.